# Qantas (género)
Qantas es un género extinto de temnospóndilo trematosauroide que vivó en el Triásico Inferior. Sus fósiles se han hallado en la Formación Kamennyi Yar en el distrito de Borsky, en el óblast de Samara, Rusia. La especie tipo Qantas samarensis fue nombrada en 2012 y fue situada en la familia Benthosuchidae, ya que es visto como un pariente cercano de Benthosuchus. Se estableció también la subfamilia Qantasinae para incluir a Qantas, y posiblemente al género Tirraturhinus. Qantas fue nombrado en reconocimiento a la aerolínea australiana Qantas, la cual apoyó el estudio original de los fósiles.